# Eridan
Die Eridan ist eine zweistufige französische Höhenforschungsrakete, die durch die Verwendung des Stromboli-Triebwerks der Dragon bzw. Dauphin als Erst- und Zweitstufe entstand. Sie gehörte damit zu einer Familie von Feststoffraketen, die aus der Belier, der Centaure, der Dragon, der Dauphin und der Eridan bestand.
Als leistungsfähigste Version dieser Reihe konnte sie Nutzlasten von 100 bis 420 kg auf Höhen von 200 bis max. 460 km bringen. Sie benötigte dafür Steigzeiten von 230 bis 350 s.
Der Erststart am 26. September 1968 vom Startplatz Kourou misslang. Zwölf weitere Starts von diesem Gelände brachten die Rakete zwischen dem 12. April 1969 und dem 14. November 1979 auf Höhen von 196 bis 420 km. Zwei Exemplare wurden im Januar und Februar 1975 von den Kerguelen gestartet.